# Карде
Карде (фр. Cardet) насеље је и општина у јужној Француској у региону Лангдок-Русијон, у департману Гар која припада префектури Алес.
По подацима из 2011. године у општини је живело 854 становника, а густина насељености је износила 103,02 становника/km². Општина се простире на површини од 8,29 km². Налази се на средњој надморској висини од 106 метара (максималној 166 m, а минималној 98 m).

## Демографија
| 1962. | 1968. | 1975. | 1982. | 1990. | 1999. | 2011. |
| ----- | ----- | ----- | ----- | ----- | ----- | ----- |
| 536   | 542   | 472   | 503   | 569   | 643   | 854   |

График промене броја становника у току последњих година